# Саио

Саио (斎王), позната и као "Ицуки но Мико"(いつきのみこ), била је неудата рођака јапанског цара која се од краја 7. до 14. века слала у Исе како би служила у тамошњем великом светилишту. Саио је имала званичну резиденцију, познату као Саику (斎宮), око 10 км северозападно од светилишта а чији се остаци данас налазе у граду Меива у префектури Мије.
Саио се у свештеничку службу слала у адолесцентском добу а у Саикју је боравила све до смрти или абдикције цара који ју је послао (мада су постојали и изузеци попут смрти блиског рођака). Бити саио се сматрала великом чашћу, исто као што је била и велика част оженити се једном бившом саио.

## Порекло
Судећи по јапанској легенди пре две хиљаде година узвишена Јаматохиме но микото, ћерка цара Суинина, запутила се ка планини Мива (префектура Нара) у потрази за одговарајућим местом где би могла да поштује и клања богињи Аматерасу. Потрага је трајала 20 година и временом је довела до Исеа (префектура Мије) где и данас постоји храм. Захваљујући овом путовању Јаматохиме је проширила култ богиње Аматерасу у царској палати која се тада налазила у провинцији Јамато.
По записима хронике Манјошу, прва Саио која је служила у Исеу била је принцеза Оку, ћерка цара Тенмуа, током Асука периода јапанске историје. Саио се помиње и у поглављима дела Прича о Генџију, као и у Причама из Исеа (Исе моногатари).
У 13. веку Џиен у свом делу Гуканшо записује да је током владавине цара Суинина, прва висока свештеница (саигу) постављена на дужност у храму Исе. Хајаши Гахо током 17. века у делу Нихон одаи ичиран записује да је од времена Суининове владавине ћерка цара увек, по правилу, постављана на позицију високе свештенице осим у случају кад цар није имао ћерку због чега би то место заузимала ћерка блиског рођака.

## Улога
Улога жена које су постављене као саио било је да у име цара служе као високе свештенице у храму Исе испуњавајући улогу коју је себи поставила Јаматохиме но микото. Годишње је обављала три ритуала које су обезбеђивали мир и сигурност у земљи а у јуну и новембру била је задужена за Цукинамисаи фестивал у храму. У септембру обављала је дужности мна фестивалу Канамесаи где је уз понуду боговима обезбеђивала богату и успешну жетву.
Током остатка године Саио је живела у Саикуу, малом месту до 500 људи на 10 км од Исеа. Живот у овом месту био је претежно миран и дане би обично проводила пишући Вака песме, рецитујући поезију по бродовима, сакупљајући шкољке по обали плаже Ојодо све до позива за повратак у Кјото.

## Одабир
Када цар (или одређени рођак) умре или абдицира са трона, када је потребнао дређена политичка помоћ или нешто сличног карактера Саио је могла бити позвана да се врати у царску престоницу где би преузела неке друге дужности. У том случају нови цар бира нову саио међу ћеркама или неудатим рођакама где би избор донео консултовајући предвиђања на спаљеном оклопу корњаче ии костима јелена. Нова саио би се затим повргла периоду прочишћења и са пратњом од 500 људи стационирала у Саикуу а обавезом да тамо остане све до позива натраг.
Након избора за нову Саио, стара саио и њена пратња би се вратили у предстоницу да наставе свој живот као део царског двора. Саио би често при одласку била веома млада, неретко и дете па би се по повратку у престоницу вратила у свом адолесценском добу, тј мако млада жена у раним двадесетим годинама. Сматрало се великом чашћу оженити се бившом саио јер би њен боравак у Саикуу повећао њен статус на двору.

## Пут за Саико
Након што је за нову престоницу изабран Хеијан-кјо (данашњи Кјото) 794. године пут високе свештенице за Сајку је изгледао на следећи начин:
Поворка би започела свој пут са места данас познатог као област Арашијама на западној страни Кјота. Током Хејан периода принцеза би нешто раније боравила у храму Нономија како би прошла процес прочишћења и то би трајало око годину дана. Савремени фестивал који се одржава у Јапану реконструише овај пут по узору на сачуване цртеже са старих свитака. Пут би се од храма наставио до моста Когецу-кјо у Арашијами.
Са 500 учесника од Кјотоа до Саикуа у то време то би била највећа поворка у земљи. Цело путовање је трајало шест дана и пећ ноћи. Од царске престонице путовали би ка истоку преко пролаза Сузука који је тада био најтежи део путовања. Након преласка и те деонице поворка се окреће ка југу ка регији Исе где би временом дошли до реке Кушида. Одате би Саио извршила последњи ритуал прочишћења пре преласка реке и затим наставила краћу дистанцу до коначног одредишта у Саикуу.
Након доласка очекивало се да Саио остане на својој позицији све док цар не умре или абдицира, као и у случају смрти блиског рођака. При повратку у Кјото поворка се враћа потпуно другим путем, кроз планине до Наре, преко обала Осаке где би обавила завршне церемоније пре коначног доласка у престоницу.

## Познате саио из јапанске књижевности

### Принцеза Оку
У хроници Манјошу записана је прича о првој Саио која је служилау храму Исе. Она је била ћерка цара Тенмуа, јапанског 40 цара. Након што су принцеза Оку и њен брат прошли кроз инцидент Џиншин, Оку је постала саио. Када је њен брат усмрћен због издаје 686. године, Оку је разрешенадужности и могла је да се врати у Јапан. Пре своје смрти у 41 години, Оку остатке свог брата оставља у храму на планини Футаками.

### Принцеза Јошико
У Причи о Генџију исприлана је прича о Рокуџо-но-мијасудокоро, за коју се верује да је била принцеза Јошико, која је служила као саио у периоду од 936. до 945. године. Она је постала саио у својој 8 години а у храму је служила 9. Након повратка у престоницу постаје једна од конкубина цара Муракамија и рађа принцезу Норико. У Кјоту је уживала репутацију као особа пуна живота која се посветила вака поезији и музици. По причи заљубила се у принца Генџија али због њене љубоморне природе довела је до смрти две њене ривалке. Када је њена ћерка изабрана да служи као саио у 13 години, Рокуџо но мија је одлучила да јој се придружиу Саикуу како би удаљена успела да превазиђе своја осећања према Генџију.

### Принцеза Јасуко
Љубавна прича Ариве но Нарихире и 31 саио, познате и као принцезе Јасуко (служила као саио од 859. до 876.), записана је у 69 поглављу Приче из Исеа. Арива но Нарихира, познат по лепоти и добром изгледу оженио се рођаком принцезе Јасуко али по сусрету у Саикуу, њих двоје су се заљубили. Састали су се испод дрвета бора на обалама Ојодо луке где су открили своја осећања према другоме и обећали да ће се поново срести следеће ноћи. Ипак овај састанак био је и последњи јеер је Нарихира следећег дана морао да оде за провинцију Овари али се сматра да је током ове кратке везе Јасуко услепа да затрудни и роди дете.

## Крај саио система
Није тачно одређено када је саио систем напуштен али се претпоставља да се то десило током политичких превирања у Нанбокучо периоду када су постојала два царска двора у Кјоту и Јошину. Од тада овај систем слаби и коначно престаје да постоји док Саику постаје само још једно обично село које живи од садње пиринча.
Иако је као место остало активно до данашњег дана, нико није знао тачну локацију старог места све док 1970. године нису откривене ископине. Наком проналаска изграђен је модеран музеј у коме се волонтери држе предавања посетиоцима из целог Јапана. Иако је већина налазишта откривена, један део почива испод железничких шина и недоступан је за даље истраживање. Нешто касније, током 90тих година 20. века реконструисана је и једна сала користећи традиционалне технике изградње. Она се сада налази 200 метара од главног проналазишта и део је обавезне посете туриста.

## Фестивали
У Јапану се на годишњем нивоу одржава Аои мацури, један од три главна фестивал који одржава град Кјото и који реконстрруише путовање саио ка храму Шимигамо током Хејан периода. Фестивал се одржава сваког 15. маја а 2006. учествовало је 511 људи који су се обукли у традиционалну одећу тог периода и уз 40 коња и крава налазили у колони дугачкој 800 метара.
Други фестивал познат као Саио мацури одржава се у граду Меива у префектури Мије првог викенда јуна сваке године. Први пут је одржан 1983. и реконструише путовање саио ка њеном боравишту у Саикуу у близини храма Исе. У њему више од 100 људи, обучених у традиционалну одећу из Хејан периода пешачи старим путем све до Саику музеја који је коначна дестинација поворке.

## Листа саиоа
Након што је цар Тенму увео систем саиоа, следеће жене су служиле као свештенице у светилишту Исеа:
| Саио      | Саио              | Саио           | Саио            | Саио           | Саио                     | Саио |
| Датум     | Саио              | Јапански назив | Рођене/ Умрле   | Именовао       | Однос са царем           |      |
| --------- | ----------------- | -------------- | --------------- | -------------- | ------------------------ | ---- |
| 673–686   | Принцеза Оку      | 大来皇女       | 661–701         | Тенму          | Ћерка                    |      |
| 698–701   | Принцеза Таки     | 多紀皇女       | ?–751           | Монму          | Тетка                    |      |
| 701–706?  | Принцеза Изуми    | 泉内親王       | ?–734           | Монму          | Далека рођака            |      |
| 706–707?  | Принцеза Таката   | 田形内親王     | ?–728           | Монму          | Тетка                    |      |
| 715?–721  | Принцеза Кусе     | 久勢女王       |                 | Геншо          | Непознато                |      |
| 721–730?  | Принцеза Иное     | 井上内親王     | 717–775         | Шому           | Ћерка                    |      |
| 744?–749  | Принцеза Агата    | 県女王         |                 | Шому           | Непознато                |      |
| 749–756?  | Принцеза Ојаке    | 小宅女王       |                 | Кокен          | Далека рођака            |      |
| 758–764?  | Принцеза Јамао    | 山於女王       |                 | Џунин          | Непознато                |      |
| 772–775?  | Принцеза Сакахито | 酒人内親王     | 754–829         | Конин          | Ћерка                    |      |
| 775?–781? | Принцеза Кијонива | 浄庭女王       |                 | Конин          | Далека рођака            |      |
| 782–796   | Принцеза Асахара  | 朝原内親王     | 779–817         | Канму          | Ћерка                    |      |
| 796–806   | Принцеза Фусе     | 布勢内親王     | ?–812           | Канмуи         | Ћерка                    |      |
| 806–809   | Принцеза Охара    | 大原内親王     | ?–863           | Хеизеи         | Ћерка                    |      |
| 809–823   | Принцеза Јошико   | 仁子内親王     | ?–889           | Сага           | Ћерка                    |      |
| 823–827   | Принцеза Уџико    | 氏子内親王     | ?–885           | Џуна           | Ћерка                    |      |
| 828–833   | Принцеза Јошико   | 宜子女王       |                 | Џуна           | Нећака                   |      |
| 833–850   | Принцеза Хисако   | 久子内親王     | ?–876           | Нинмјо         | Ћерка                    |      |
| 850–858   | Принцеза Јасуко   | 晏子内親王     | ?–900           | Монтоку        | Ћерка                    |      |
| 859–876   | Принцеза Јасуко   | 恬子内親王     | ?–913           | Сеива          | Сестра (различите мајке) |      |
| 877–880   | Принцеза Сатоко   | 識子内親王     | 874–906         | Јозеи          | Сестра (различите мајке) |      |
| 882–884   | Принцеза Нагако   | 掲子内親王     | ?–914           | Јозеи          | Тетка                    |      |
| 884–887   | Принцеза Шигеко   | 繁子内親王     | ?–916           | Коко           | Ћерка                    |      |
| 889–897   | Принцеза Мотоко   | 元子女王       |                 | Уда            | Далека рођака            |      |
| 897–930   | Принцеза Јасуко   | 柔子内親王     | ?–959           | Даиго          | Сестра (иста мајка)      |      |
| 931–936   | Принцеза Масако   | 雅子内親王     | 909–954         | Сузаку         | Сестра (различите мајке) |      |
| 936       | Принцеза Сајоко   | 斉子内親王     | 921–936         | Сузаку         | Сестра (различите мајке) |      |
| 936–945   | Принцеза Јошико   | 徽子女王       | 929–985         | Сузаку         | Нећака                   |      |
| 946       | Принцеза Ханако   | 英子内親王     | 921–946         | Мураками       | Сестра (различите мајке) |      |
| 947–954   | Принцеза Јошико   | 悦子女王       |                 | Мураками       | Нећака                   |      |
| 955–967   | Принцеза Ракуши   | 楽子内親王     | 952–998         | Мураками       | Ћерка                    |      |
| 968–969   | Принцеза Сукеко   | 輔子内親王     | 953-992         | Мураками       | Ћерка                    |      |
| 969–974   | Принцеза Тадако   | 隆子女王       | ?–974           | Принц Акиакира | Ћерка                    |      |
| 975–984   | Принцеза Норико   | 規子内親王     | 949–986         | Мураками       | Ћерка                    |      |
| 984–986   | Принцеза Саиши    | 済子女王       |                 | Принц Акиакира | Ћерка                    |      |
| 986–1010  | Принцеза Кјоши    | 恭子女王       | 984–?           | Принц Тамехира | Ћерка                    |      |
| 1012–1016 | Принцеза Масако   | 当子内親王     | 1001–1023       | Санџо          | Ћерка                    |      |
| 1016–1036 | Принцеза Сенши    | 嫥子女王       | 1005–1074       | Принц Томохира | Ћерка                    |      |
| 1036–1045 | Принцеза Нагако   | 良子内親王     | 1029–1077       | Го-Сузаку      | Ћерка                    |      |
| 1046–1051 | Принцеза Јошико   | 嘉子内親王     | c.1030–?        | Го-Реизеи      |                          |      |
| 1051–1068 | Принцеза Тагако   | 敬子女王       |                 | Го-Реизеи      |                          |      |
| 1069–1072 | Принцеза Тошико   | 俊子内親王     | 1056–1132       | Го-Санџо       |                          |      |
| 1073–1077 | Принцеза Ацуко    | 淳子女王       |                 | Ширакава       |                          |      |
| 1078–1084 | Принцеза Јасуко   | 媞子内親王     | 1076–1096       | Ширакава       |                          |      |
| 1087–1107 | Принцеза Јошико   | 善子内親王     | 1077–1132       | Хорикава       |                          |      |
| 1108–1123 | Принцеза Аико     | 恂子内親王     | 1093–1132       | Тоба           |                          |      |
| 1123–1141 | Принцеза Морико   | 守子女王       | 1111–1156       | Сутоку         |                          |      |
| 1142–1150 | Принцеза Јошико   | 妍子内親王     | ?-1161          | Коное          |                          |      |
| 1151–1155 | Јошико            | 喜子内親王     |                 | Коное          |                          |      |
| 1156–1158 | Принцеза Асако    | 亮子内親王     | 1147–1216       | Го-Ширакава    |                          |      |
| 1158–1165 | Принцеза Јошико   | 好子内親王     | 1148–1192       | Ниџо           |                          |      |
| 1165–1168 | Принцеза Нобуко   | 休子内親王     | 1157–1171       | Рокуџо         |                          |      |
| 1168–1172 | Принцеза Ацуко    | 惇子内親王     | 1158–1172       | Такакура       |                          |      |
| 1177–1179 | Принцеза Исако    | 功子内親王     | 1176-?          | Такакура       |                          |      |
| 1185–1198 | Принцеза Сајоко   | 潔子内親王     | 1179-after 1227 | Го-Тоба        |                          |      |
| 1199–1210 | Принцеза Сумико   | 粛子内親王     | 1196-?          | Цучимикадо     |                          |      |
| 1215–1221 | Хироко            | 熙子内親王     | 1205-?          | Џунтоку        |                          |      |
| 1226–1232 | Принцеза Тошико   | 利子内親王     | 1197–1251       | Го-Хорикава    |                          |      |
| 1237–1242 | Принцеза Теруко   | 昱子内親王     | 1231–1246       | Шиџо           |                          |      |
| 1244–1246 | Принцеза Акико    | 曦子内親王     | 1224–1262       | Го-Сага        |                          |      |
| 1262–1272 | Принцеза Јасуко   | 愷子内親王     | 1249–1284       | Камејама       |                          |      |
| 1306–1308 | Принцеза Масако   | 弉子内親王     | 1286–1348       | Го-Ниџо        |                          |      |
| 1330–1331 | Принцеза Јошико   | 懽子内親王     | 1315–1362       | Го-Даиго       |                          |      |
| 1333-1334 | Принцеза Сачико   | 祥子内親王     |                 | Го-Даиго       |                          |      |